# 頓別仮乗降場

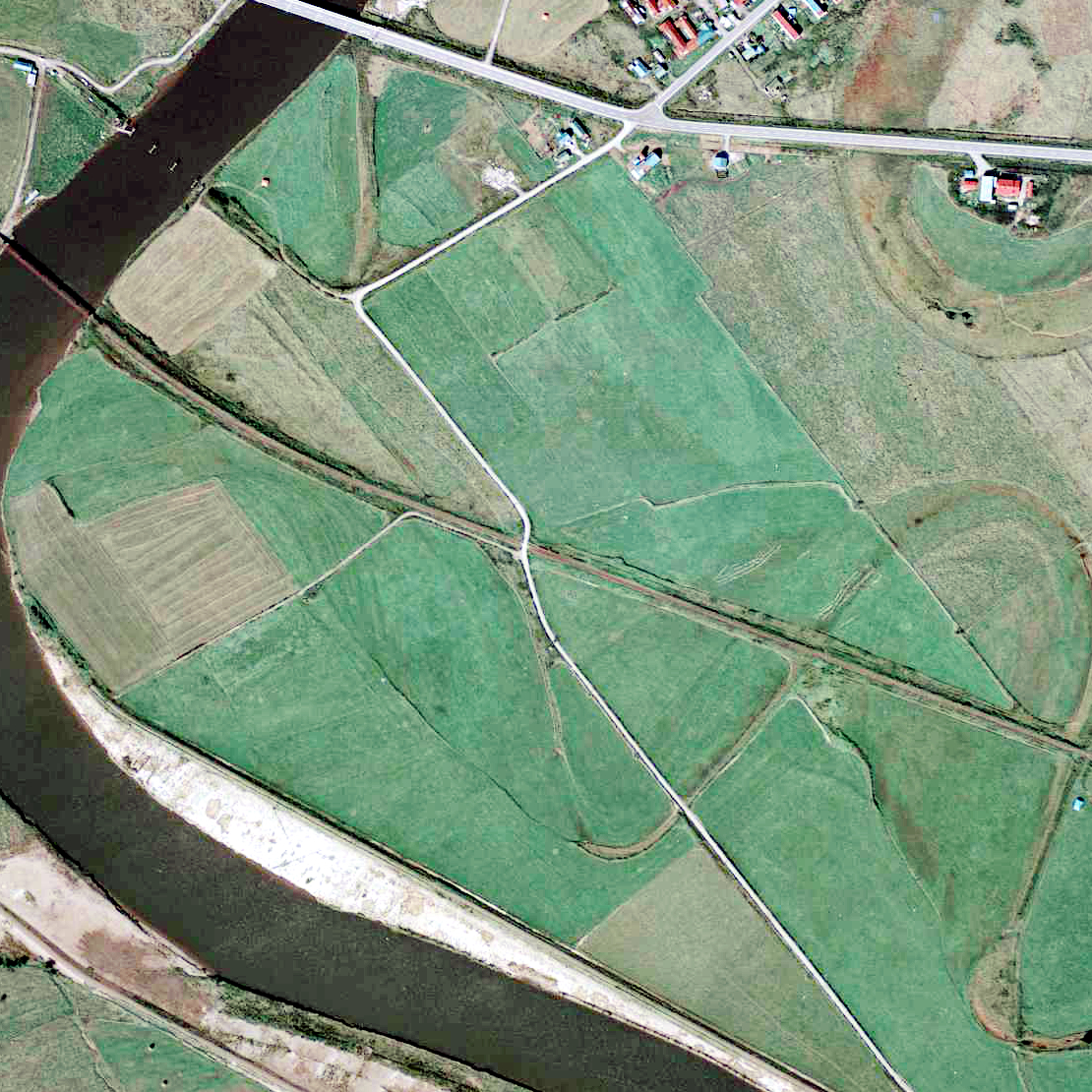
1977年の頓別仮乗降場と周囲約1km範囲。右が北見枝幸方面。踏切は浜頓別側にあり、北見枝幸に向かって左側（北側）の黒い影を持つ灰色の線がホーム。周囲に待合室は見当たらない。上に見える民家までは500m程だが、頓別市街とは1km以上離れている。左上の、頓別川に橋脚が残る細い道が旧国道。

頓別仮乗降場（とんべつかりじょうこうじょう）は、北海道（宗谷支庁）枝幸郡浜頓別町字頓別にかつて設置されていた、日本国有鉄道（国鉄）興浜北線の仮乗降場（廃駅）である。興浜北線の廃線に伴い、1985年（昭和60年）7月1日に廃駅となった。

## 歴史
- 1956年（昭和31年）2月26日 - 日本国有鉄道（国鉄）興浜北線の頓別仮乗降場（局設定）として開業[1]。
- 1985年（昭和60年）7月1日 - 興浜北線の全線廃止に伴い、営業を停止、廃止となる[1]。

### 仮乗降場名の由来
字名より。もともと「頓別」は頓別川河口付近の地名であったが、その後流域全体を表す大地名と化し、後年の分村や町政施行に伴う自治体名改称により、現在単なる「頓別」の地名は浜頓別町海岸付近の字名としてのみ残っている。

## 駅構造
廃止時点で、単式ホーム1面1線を有する地上駅であった。廃止時まで仮乗降場であり、無人駅だった。

## 駅名の由来
当仮乗降場が所在した地名より。地名は、アイヌ語の「トウ・ウン・ペツ」（沼から出る川）に由来する。

## 駅周辺
- 国道238号（宗谷国道）[3]
- 頓別漁港
- 頓別郵便局
- 頓別小学校
- 頓別川[3]
- 宗谷バス「頓別」停留所

## 隣の駅
日本国有鉄道
興浜北線
浜頓別駅 - 頓別仮乗降場- 豊牛駅